# Coelichneumon hormaleoscelus
Coelichneumon hormaleoscelus är en stekelart som beskrevs av Tohru Uchida 1932. Coelichneumon hormaleoscelus ingår i släktet Coelichneumon och familjen brokparasitsteklar. Utöver nominatformen finns också underarten C. h. silvaemontis.